# Công ty Đông Ấn Hà Lan

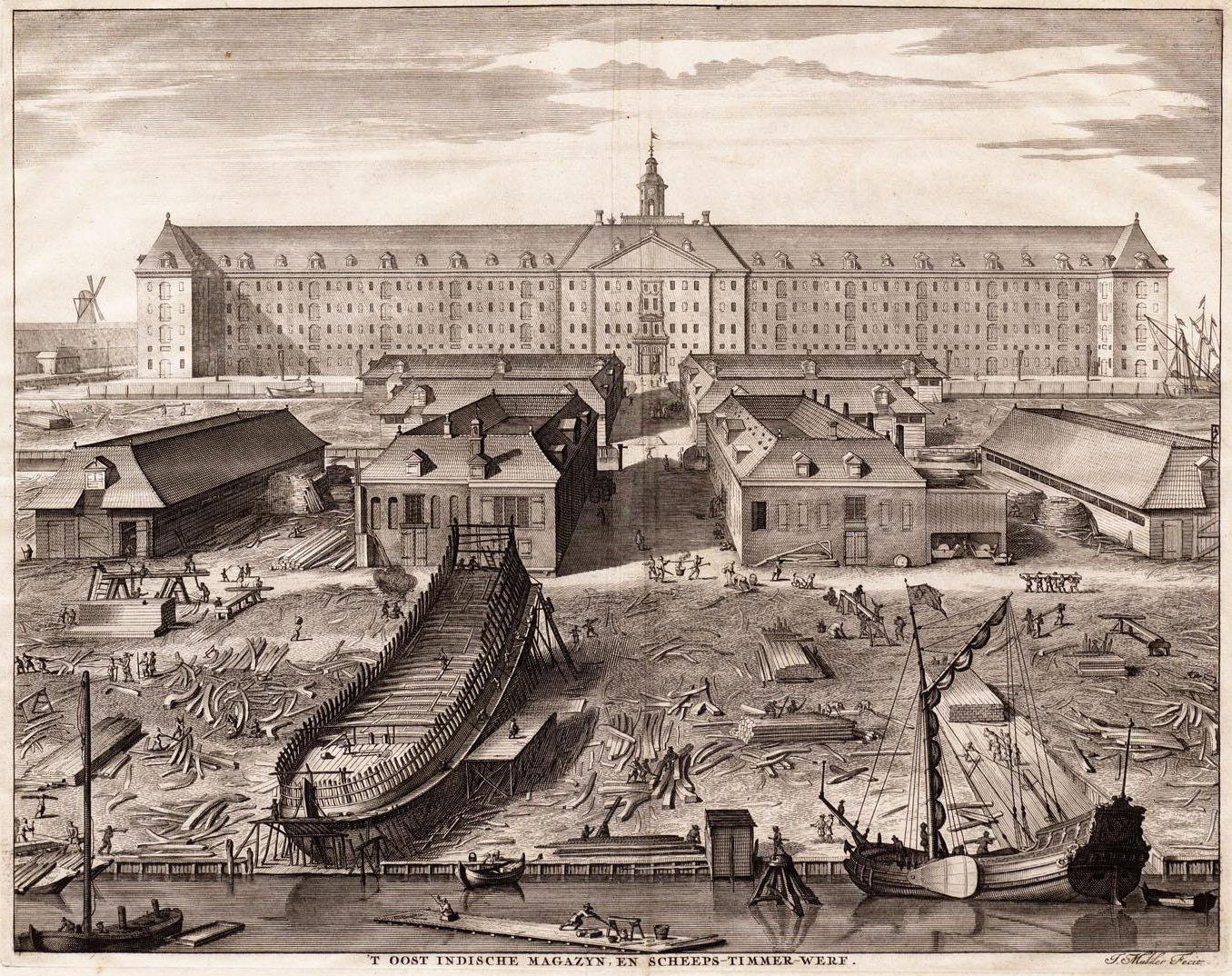
Xưởng đóng tàu của công ty Đông Ấn tại Amsterdam, Hà Lan.

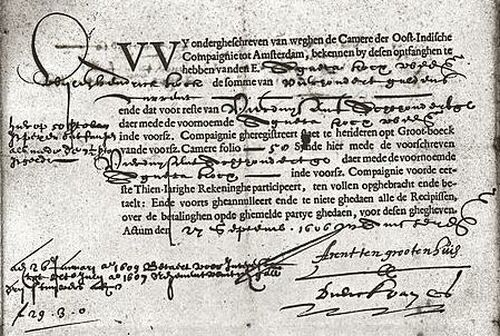
Cổ phiếu ngày 26/9/1606 của công ty Đông Ấn Hà Lan

Công ty Đông Ấn Hà Lan (tiếng Hà Lan: Vereenigde Oost-Indische Compagnie hay VOC, có nghĩa là: Công ty liên hiệp Đông Ấn Hà Lan) là một công ty thương mại, thành lập năm 1602 khi quốc hội Hà Lan trao 21 năm nắm độc quyền thực thi những hoạt động thực dân tại châu Á. Đây là công ty đa quốc gia đầu tiên trên thế giới và là công ty đầu tiên sử dụng cổ phiếu. Đây là 1 công ty đầy quyền lực, sở hữu gần như toàn bộ quyền lực của chính phủ, bao gồm có khả năng phát động chiến tranh, bỏ tù và hành hình các tù nhân, thay mặt trong các đàm phán hiệp ước, đúc tiền và thành lập thuộc địa.
Theo thống kê, VOC làm lu mờ tất cả các đối thủ thương mại khác tại châu Á. Từ 1602 đến 1796, VOC đã gửi gần 1 triệu người châu Âu làm việc cho các giao dịch thương mại với 4.785 tàu và mạng lưới vận tải đã vận chuyển hơn 2,5 triệu tấn hàng hóa với châu Á. Phần còn lại của cả châu Âu chỉ gửi đi 882.412 người từ năm 1500 đến năm 1795. Hạm đội vương quốc Anh (sau là Đế quốc Anh) với công ty Đông Ấn Anh, đối thủ cạnh tranh chính của VOC, ở vị trí thứ 2 với 2.690 tàu và vận chuyển chỉ bằng 1/5 trọng tải hàng hóa so với VOC. VOC hưởng lợi nhuận khổng lồ từ thế độc quyền về gia vị trong thế kỷ 17. Công ty này từng có xung đột với chúa Nguyễn Phúc Lan với đỉnh cao là trận cảng Eo.
Thành lập năm 1602, VOC có được lợi nhuận từ việc thu mua gia vị ở quần đảo Maluku. Năm 1619, VOC thiết lập thủ phủ tại thành phố cảng với tên gọi là Jakarta, đổi tên từ tên gọi cũ Batavia. Trong 2 thế kỷ tiếp theo VOC đã thiết lập các cảng giao dịch mới và bảo vệ lợi ích của họ bằng việc xâm chiếm thêm lãnh thổ. Công ty Đông Ấn Hà Lan có một số điểm khác biệt so với các công ty Đông Ấn khác. Đầu tiên, VOC là một công ty cổ phần, có nghĩa là VOC được sở hữu bởi một nhóm các nhà đầu tư, điều này cho phép công ty huy động được nhiều vốn hơn so với các công ty thương mại khác. Thứ hai, VOC được trao độc quyền thương mại với Đông Ấn, điều này cho phép công ty kiểm soát thị trường trong khu vực. Thứ ba, VOC có một đội quân và hải quân hùng mạnh, điều này cho phép công ty bảo vệ các lợi ích của mình.
Công ty Đông Ấn Hà Lan là một công ty buôn bán quan trọng trên thế giới trong hai thế kỷ, thường xuyên đóng góp 18% lãi suất hàng năm trong vòng 200 năm. Công ty bắt đầu tụt dốc cuối thế kỷ 18 do tình trạng tham nhũng. VOC phá sản và chính thức tan rã năm 1800. Những quyền sở hữu và các món nợ bị chính phủ Cộng hòa Batavia của Hà Lan chiếm giữ. Lãnh thổ của VOC trở thành Lãnh thổ Đông Ấn Hà Lan và bành trướng trong thế kỷ 19 chiếm đóng cả quần đảo Indonesia và trong thế kỷ 20 thành lập nên quốc gia Indonesia.
|  |  |

## Lịch sử

### Bối cảnh
Trong thế kỷ 16, ngành buôn bán đồ gia vị bị thống trị bởi những người Bồ Đào Nha, họ sử dụng Lisbon làm cảng nguyên liệu. Trước khi có những cuộc bạo động tại Hà Lan thì Antwerp đã đóng vai trò là trung tâm phân phối hàng gia vị tại Bắc Âu, sau năm 1591 những người Bồ Đào Nha đã sử dụng những nghiệp đoàn đa quốc gia của Đức như Fuggers và Welsers, cũng như các công ty của Tây Ban Nha và Ý sử dụng Hamburg làm cảng nguyên liệu phía bắc, để phân phối sản phẩm của họ, vì vậy những thương gia Hà Lan bị cắt hết nguồn nguyên liệu. Cùng thời điểm đó, hệ thống thương mại của Bồ Đào Nha tỏ ra kém hiệu quả trong việc đáp ứng những yêu cầu ngày càng cao cho các loại hàng hóa, đặc biệt là hạt tiêu. Nhu cầu cho gia vị trở nên biến động, nguồn cung không ổn định cho hạt tiêu đã gây nên một cơn sốt giá mặt hàng này thời điểm đó.
Thêm nữa, khi Bồ Đào Nha được sáp nhập vào ngai vàng của vua Tây Ban Nha, cùng với việc Hà Lan đang có chiến tranh. Năm 1580, Đế quốc Bồ Đào Nha trở thành mục tiêu thích hợp cho những cuộc tấn công quân sự. Đây là những yếu tố cơ bản thôi thúc Hà Lan tham gia vào thị trường buôn bán hạt tiêu liên lục địa thời điểm đó. Lý do cuối cùng, một vài người Hà Lan như Jan Huyghen van Linschoten và Cornelis de Houtman đã nắm được bí mật những hải trình thương mại của Bồ Đào Nha và tận dụng triệt để cơ hội này. Chuyến hành trình đầu tiên của Houtman tới Banten, một cảng quan trọng của Java, đã giành được một lợi nhuận khiêm tốn.
Năm 1596, một nhóm thương gia Hà Lan quyết định một lần nữa phá thế độc quyền của Bồ Đào Nha. Năm 1596, một đoàn viễn chinh gồm 4 tàu chỉ huy bởi thuyền trưởng Cornelis de Houtman tới Indonesia là sự liên hệ đầu tiên của Hà Lan với Indonesia. Đoàn thuyền đã tới được Banten, cảng xuất hạt tiêu chính ở Tây Java, đoàn tàu đã mất 12 thủy thủ đoàn khi bị người Java tấn công tại Sidayu và giết chết một thủ lĩnh địa phương tại Madura. Một nửa thành viên của đoàn đã chết trước khi trở về được Hà Lan năm sau đó, nhưng họ đã thu được một lượng hạt tiêu có lợi nhuận đáng kể.
Năm 1598, một lượng lớn những đoàn thuyền của các nhóm thương gia cạnh tranh ở khắp Hà Lan tiếp tục được gửi tới Indonesia. Một vài đoàn thuyền bị mất nhưng phần lớn đã thành công và thu được một lượng lớn lợi nhuận. Tháng 3 năm 1599, một đoàn thuyền gồm 22 tàu gồm 5 công ty khác nhau dưới sự chỉ huy của Jacob van Neck đã tới được đảo hạt tiêu Maluku. Đoàn thuyền trở về châu Âu năm 1599 và 1600, dù cho bị mất tới 8 chiếc thuyền nhưng họ đã thu được tới 400% lợi nhuận. Năm 1600, những người Hà Lan tham gia vào liên minh chống Bồ Đào Nha của người bản địa Hitu, đổi lại những người Hà Lan được độc quyền mua bán gia vị ở Hitu. Người Hà Lan đã giành được quyền kiểm soát Ambon khi liên minh của họ với người Hitu chuẩn bị một cuộc tấn công người Bồ Đào Nha tại pháo đài Ambon, quân Bồ Đào Nha chấp nhận đầu hàng. Năm 1613, người Hà Lan trục xuất người Bồ Đào Nha khỏi pháo đài Solor, quân Bồ phản công trở lại và tái chiếm được vùng đất nhưng đến năm 1626, người Hà Lan giành lại được Solor.

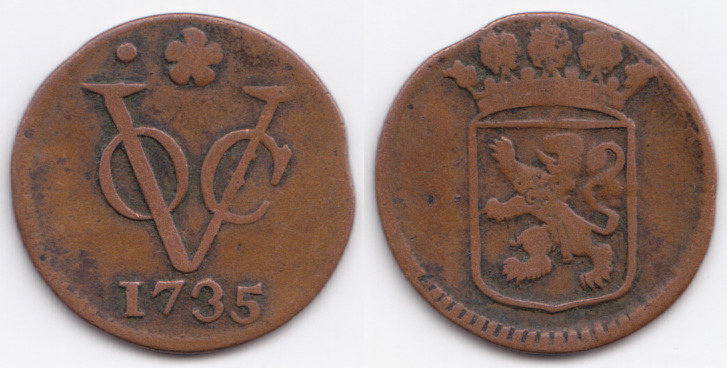
1 đồng xu duit từ năm 1735, được đúc cho Công ty Đông Ấn Hà Lan

### Hình thành
Vào thời điểm đó, thông thường một công ty được thành lập chỉ để tồn tại trong thời gian của chuyến hải hành, và được giải thể ngay sau khi sự trở về của đoàn thuyền buôn. Đó là do những sự đầu tư vào chi phí của một chuyến hành trình mang đến rủi ro rất cao, không chỉ vì những mối đe dọa thường xuyên của nạn cướp biển, bệnh tật, đắm tàu, mà còn do tác động của nhu cầu luôn biến động và nguồn cung gia vị bấp bênh, có thể khiến cho gia vị rớt giá thảm hại, làm tiêu tan triển vọng sinh lời.